# Elka 6521

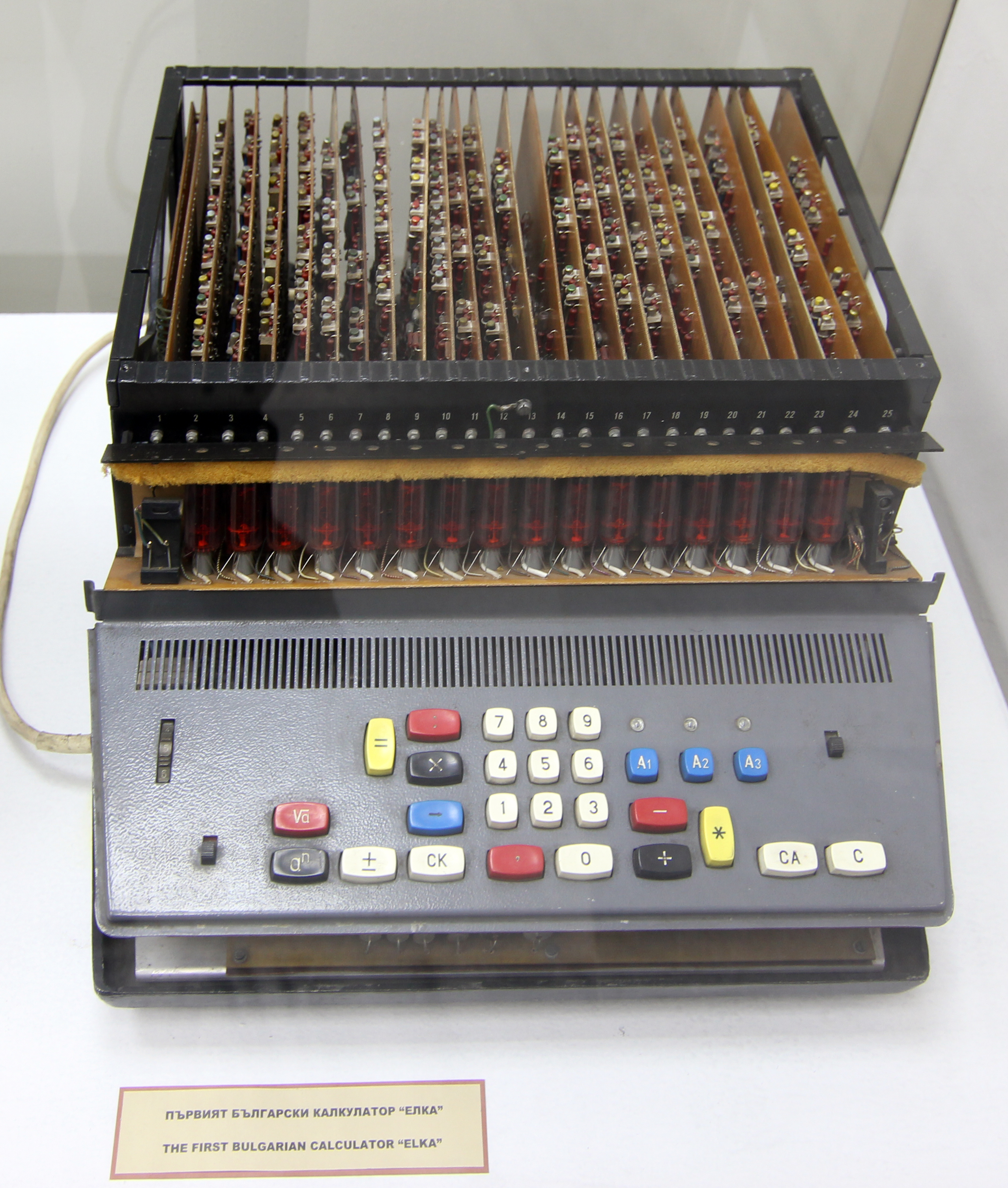
Elka 6521 (ohne Abdeckung)

Elka 6521 ist der erste bulgarische elektronische Rechner. Der Name Elka steht dabei für ELectronic KAlculator, die Ziffern 65 stehen für das Entwicklungsjahr sowie 2 für die Anzahl der in der Nullserie produzierten Geräte und letztlich die 1 dafür, dass es sich aus Sicht der Entwickler um den ersten richtigen Rechner handelte.
Er wurde 1965 auf der russischen Messe „Inforga“ vorgestellt. Er wiegt 8,5 kg, verfügt über drei Register und arbeitet mit zwölf Dezimalstellen. Additionen brauchen 0,3 Sekunden und Divisionen 0,5 Sekunden. Der Stromverbrauch beträgt 35 Watt. Zur Ergebnisanzeige werden Nixie-Röhren verwendet und er war in der Lage, mit einer Schreibmaschine verbunden, die Ergebnisse an diese auszugeben. Tischrechner der Serie „Elka“ waren in Bulgarien und der Sowjetunion bis 1980 sehr verbreitet. Produziert wurden sie in der Fabrik Electronics in Sofia.
Der Rechner „Elka“ wurde 1965 vom Mathematikinstitut an der bulgarischen Akademie der Wissenschaften entwickelt. Hauptverantwortlich waren Stefan Angelov, Ljubomir Antonov und Petar Popov, die 1966 dafür mit dem Dimitroff-Preis geehrt wurden.
Der Rechner hat Germanium−Transistoren, 16-Bit-Register und hatte eine Reihe von Vorteilen gegenüber der bestehenden Technik: Er beherrschte das Radizieren, die ganzzahlige Division, die Berechnung des Mittelwertes und das Potenzieren. Zudem konnte er auch mit negativen Zahlen umgehen. Der Elka wurde im Markt gut aufgenommen und ab 1966 vom Zentralinstitut für Computertechnik, das eine Reihe von Rechenmaschinen entwickelt hat, hergestellt. Weitere Entwicklungen waren „Elka 22“ (1967) mit digitaler Anzeigelampe sowie „Elka 25“ mit Drucker. Die Produktion von Elka 22 und 25 begann im Jahr 1967 in der Fabrik „Büroausstattung“ in Silistra.
1969 wurde mit dem Direktor Ljubomir Antonov das Forschungsinstitut für elektronische Taschenrechner (NIPCIEK) gegründet, das die Nachfolgemodelle des Elka 6521 und die ersten Taschenrechner mit integrierten Schaltkreisen „Elka 42“ entwickelte, die 1970 mit großem Erfolg auf der Weltausstellung Expo ’70 in Osaka gezeigt wurden, der einzige Rechner mit integrierten Schaltungen vorerst. Die verwendeten integrierten Schaltkreise sind vom Typ ISA, nämlich die UIMOST-Serie, die am Institut für Mikroelektronik entwickelt wurde und einen Standardsatz von Zählern, Triggern und Logikelementen enthält.
Im Jahr 1971 wurde die erste elektronische Registrierkasse „Elka 77“, noch mit diskreten Bauelementen sowie der erste elektronische Rechner für „Scientific Computing“, „Elka 99“, entwickelt. Im Anschluss daran wurden elektronische Rechner mit Display und Drucker der Serie 40 mit eingebauten Bulgarian MOS ICs (1972) gebaut und 1974 wurde eine Reihe von 50 Exemplaren gebaut, die etwa 100 Elemente pro Chip enthielt. Auf Anfrage eines Schweizer Unternehmens wurde mit „Elka 101“ der erste bulgarische elektronische Taschenrechner entwickelt, wovon 50.000 Stück in die Schweiz geliefert wurden.